# Tamil Traditional Network-France
 (mars 2022).
La mise en forme du texte ne suit pas les recommandations de Wikipédia : il faut le « wikifier ».
Les points d'amélioration suivants sont les cas les plus fréquents :
- Les titres sont pré-formatés par le logiciel. Ils ne sont ni en capitales, ni en gras.
- Le texte ne doit pas être écrit en capitales (les noms de famille non plus), ni en gras, ni en italique, ni en « petit »…
- Le gras n'est utilisé que pour surligner le titre de l'article dans l'introduction, une seule fois.
- L'italique est rarement utilisé : mots en langue étrangère, titres d'œuvres, noms de bateaux, etc.
- Les citations ne sont pas en italique mais en corps de texte normal. Elles sont entourées par des guillemets français : « et ».
- Les listes à puces sont à éviter, des paragraphes rédigés étant largement préférés. Les tableaux sont à réserver à la présentation de données structurées (résultats, etc.).
- Les appels de note de bas de page (petits chiffres en exposant, introduits par l'outil «  Source ») sont à placer entre la fin de phrase et le point final[comme ça].
- Les liens internes (vers d'autres articles de Wikipédia) sont à choisir avec parcimonie. Créez des liens vers des articles approfondissant le sujet. Les termes génériques sans rapport avec le sujet sont à éviter, ainsi que les répétitions de liens vers un même terme.
- Les liens externes sont à placer uniquement dans une section « Liens externes », à la fin de l'article. Ces liens sont à choisir avec parcimonie suivant les règles définies. Si un lien sert de source à l'article, son insertion dans le texte est à faire par les notes de bas de page.
- La présentation des références doit suivre les conventions bibliographiques. Il est recommandé d'utiliser les modèles {{Ouvrage}}, {{Chapitre}}, {{Article}}, {{Lien web}} et/ou {{Bibliographie}}. Le mode d'édition visuel peut mettre en forme automatiquement les références.
- Insérer une infobox (cadre d'informations à droite) n'est pas obligatoire pour parachever la mise en page.

Pour une aide détaillée, merci de consulter Aide:Wikification.
Si vous pensez que ces points ont été résolus, vous pouvez retirer ce bandeau et améliorer la mise en forme d'un autre article.
Tamil Traditional Network-France, ou TTNF est une organisation représentant la communauté tamoule sri-lankaise en France,.
Reconnaissant les droits du peuple tamoul dans le nord-est de l'île de Sri Lanka et la vision du Tamil Traditional network-France pour une paix et une sécurité durables à travers une solution politique négociée à la question nationale tamoule et l'espoir que Franco suscitera sa voix entre la communauté tamoule et les Tamouls, habitants de l'île de Sri Lanka.

## Histoire
Sur les questions ethniques des Tamouls sri-lankais. En 2018, le Tamil Traditional Network-France est devenu une organisation sociale de base non partisane représentant la voix collective de la communauté tamoule en France, réunissant des individus et des organisations tamoules dans une structure de base et gouvernant conformément aux principes de la démocratie participative,,.

## Activités

### La caravane tamoule-2021
La caravane tamoule pour la justice pour le génocide du peuple tamoul du Sri Lanka
La caravane Tamoul , qui a débuté devant l’Assemblée nationale le 1er septembre 2021 
En voyage pendant 13 jours consécutifs, La caravane Tamoul a rencontré plus de 100 mairies,,,,,,.
Manifestation et exposition photo sur le génocide tamoul devant le Parlement européen à Strasbourg le 10 septembre 2021 de 10h à 17h par caravane tamoule.
La caravane tamoule s'est achevée le 13 septembre 2021 devant le Conseil des droits de l'homme de l'ONU à Genève.
L'exposition de photos sur le génocide tamoul s'est tenue le 13 septembre 2021 à Genève devant le Bureau du Commissaire général du Conseil des droits de l'homme de l'ONU.
Une exposition photo sur le génocide des Tamouls s'est tenue devant l'ONU à Genève les 14,15septembre 2021 
Événement historique: Hommage à Nadarajah Mathinthiran

Le 1er décembre 2024, un moment mémorable a eu lieu à Paris avec le lancement d'un timbre commémoratif en hommage à Nadarajah Mathinthiran (Colonel Parithi), figure emblématique des Tamouls d'Eelam, assassiné en 2012.
Cet hommage symbolise la lutte pour la justice, la dignité et la liberté. Il marque une étape importante dans la reconnaissance des sacrifices faits pour la cause tamoule.
Un immense merci à tous les invités d'honneur :
M. Abdel Sadi, Maire de Bobigny,Conseiller départementale de la départemental Seine-Saint-Denis
Mme Oldhynn Pierre,Conseillère municipale de Bondy ,Conseillère départementale de la départemental Seine-Saint-Denis
Mme Raquel Garrido , Députée de Seine-Saint-Denis
M. Alexis Corbière, Député de Seine-Saint-Denis
Un moment chargé d'émotion où le premier timbre a été dévoilé par Dharmathi Nadarajah Kamalambikai, la mère de Nadarajah Mathinthiran, en présence de nombreuses personnalités et membres de la communauté.
Ce timbre devient un symbole de persévérance et d'engagement, porteur d'un message de solidarité et d'espoir pour les générations futures.